# Keita Suzuki
Keita Suzuki, född 8 juli 1981 i Shizuoka prefektur, Japan, är en japansk fotbollsspelare.